# Farmington (Minnesota)
Farmington és una població dels Estats Units a l'estat de Minnesota. Segons el cens del 2000 tenia 12.365 habitants.

## Demografia
Segons el cens del 2000, Farmington tenia 12.365 habitants, 4.169 habitatges, i 3.255 famílies. La densitat de població era de 380,7 habitants per km².
Dels 4.169 habitatges en un 51% hi vivien nens de menys de 18 anys, en un 67,4% hi vivien parelles casades, en un 7,2% dones solteres, i en un 21,9% no eren unitats familiars. En el 16,7% dels habitatges hi vivien persones soles el 6% de les quals corresponia a persones de 65 anys o més que vivien soles. El nombre mitjà de persones vivint en cada habitatge era de 2,95 i el nombre mitjà de persones que vivien en cada família era de 3,35.
Per edats la població es repartia de la següent manera: un 34% tenia menys de 18 anys, un 6,5% entre 18 i 24, un 41,5% entre 25 i 44, un 12,4% de 45 a 60 i un 5,6% 65 anys o més.
L'edat mediana era de 30 anys. Per cada 100 dones de 18 o més anys hi havia 99,5 homes.
La renda mediana per habitatge era de 61.864 $ i la renda mediana per família de 65.380 $. Els homes tenien una renda mediana de 42.796 $ mentre que les dones 30.373 $. La renda per capita de la població era de 22.281 $. Entorn de l'1,3% de les famílies i el 2,4% de la població estaven per davall del llindar de pobresa.

## Poblacions més properes
El següent diagrama mostra les poblacions més properes.